# Rerir
Rerir est un personnage de la mythologie nordique.
Personnage du cycle de Sigurd apparaissant dans la Völsunga saga (1-2), il est le fils de Sigi et le père de Völsung.

## Biographie
Son père Sigi, roi du Húnaland, est assassiné par les frères de sa femme, jaloux de sa puissance. Réunissant une grande armée, Rerir parvient à conserver le royaume de son père. Puis, il tue ses oncles. S'étant emparé de leurs biens, il devient un roi encore plus important que son père.
Rerir se maria, mais les deux époux ne parviennent pas à concevoir un héritier. Ils implorent alors les dieux, et leur prière est entendue par Frigg, qui demande à son mari Odin de leur venir en aide. Il leur envoie alors Hljód, son óskmær (peut-être une valkyrie). Ayant pris la forme d'une corneille, Hljód remet une pomme au roi, qui la mange. La reine tombe enceinte, mais sans pouvoir donner naissance à son enfant.
Au cours d'une expédition, Rerir mourut de maladie. Son fils Völsung naquit six ans après.

## Famille

### Mariage et enfants
De son union avec une femme inconnue, il eut : 
- Völsung

## Dans la culture populaire
Dans le monde imaginaire de l'œuvre de J. R. R. Tolkien, une montagne est nommée le Mont Rerir.